# Wyspy Czterech Gór
Wyspy Czterech Gór (ang. Islands of Four Mountains) – grupa wysp wchodzących w skład łańcucha Aleutów (stan Alaska), położona między Andreanof Islands na zachodzie oraz Wyspami Lisimi na wschodzie. Ich łączna powierzchnia wynosi 545,596 km². Wyspy nie posiadają stałej ludności. Największe wyspy tego archipelagu to Yunaska i Chuginadak. Inne wyspy to: Amukta, Chagulak, Herbert, Carlisle, Uliaga i Kagamil.
Nazwę wyspom nadali w pierwszej połowie XIX wieku Rosjanie. W 1826 na mapie Sariczewa pojawiła się nazwa Четырехсопочные острова (czyli „Wyspy Czterech Wulkanów”), odnosząca się do czterech charakterystycznych szczytów wulkanicznych: Mount Cleveland, Mount Carlisle, Mount Kagamil i Mount Herbert. Nazwa aleucka to Unigun, co oznacza „miejsce narodzin wiatru”. Obecna angielska nazwa archipelagu oraz nazwy poszczególnych wysp zostały zebrane w 1894 podczas wyprawy USS Concord i opublikowane przez U.S. Navy Hydrography Office w 1895.

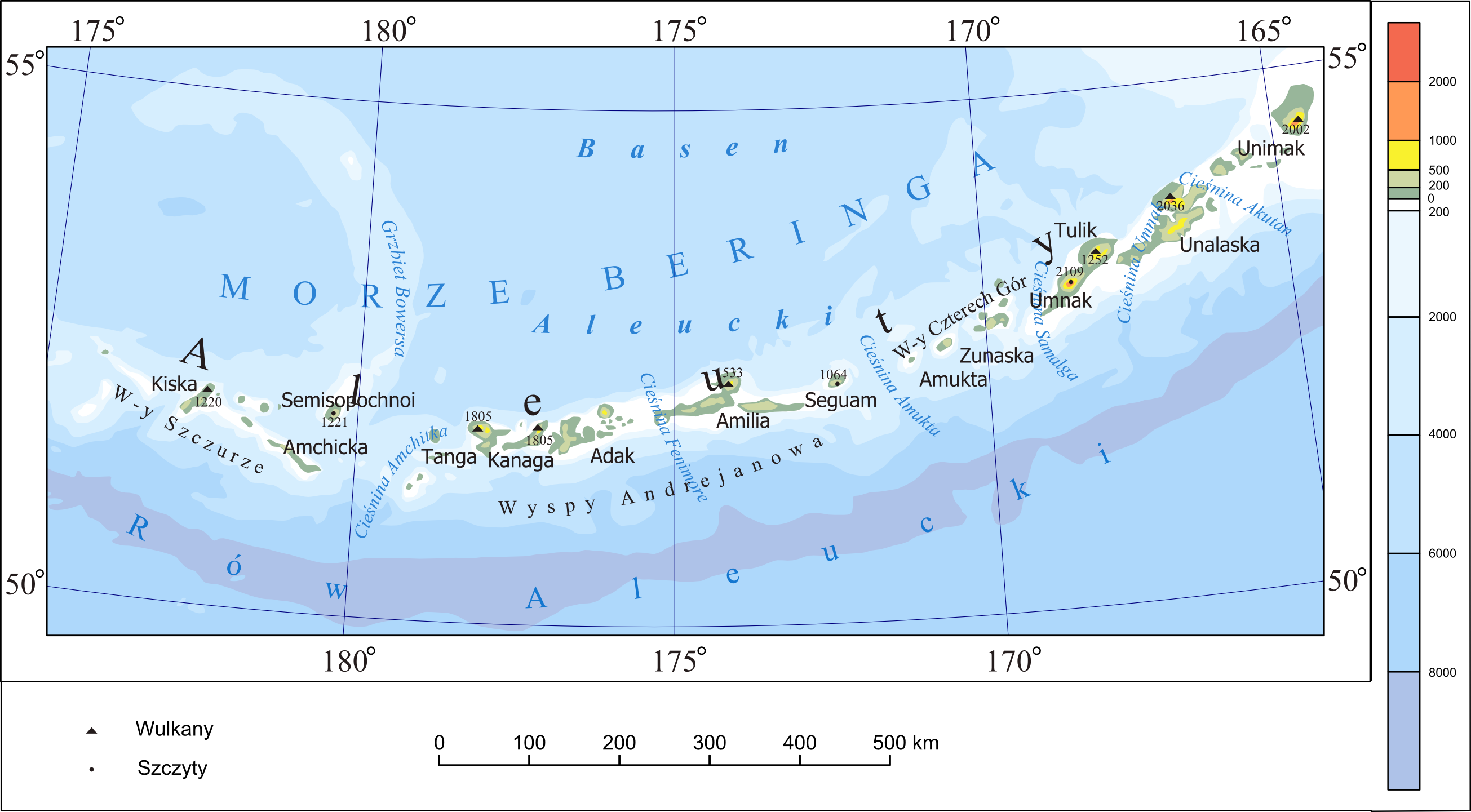
Łańcuch wyspowy Aleutów